# Transplantacja prawa
Transplantacja prawa (inaczej przeszczepy prawne) – proces przemieszczenia zasady lub systemu prawa z jednego kraju do drugiego albo od jednej osoby do drugiej, przy czym ta zmiana w prawie jest niezależna od współpracy społecznych, kulturowych czy też historycznych substratów. Przemieszczenie jest następstwem działania reguł, które są importowane z innego ustawodawstwa, a więc historyczne czynniki i przyjęte zwyczaje nie ograniczają czy też nie kwalifikują transplantacyjności reguł. Pojęcie wywodzi się z nauk zapoczątkowanych w latach 70. XX wieku przez szkocko-amerykańskiego prawnika Alana Watsona – specjalisty prawa rzymskiego. Termin ten jest używany w polskiej literaturze przedmiotu (także pod postacią „transplant prawny” bądź „przeszczep prawny”).
A.Watson opisał zjawisko na podstawie badania dotyczącego odbioru Corpus Iuris Civilis w kilku krajach na przestrzeni wielu stuleci. Pojęcie legalnej transplantacji jest oparte na dyfuzji, a według tej koncepcji duża część zmian w większości systemów prawnych następuje w wyniku pożyczania. Jak utrzymuje Watson, transplantacja jest najbardziej urodzajnym źródłem rozwoju prawnego czy też najpowszechniejszą formą prawnych przemian. Prawa często są inspirowane polityką i doświadczeniami zagranicznymi. Dyskusyjną pozostaje kwestia, na ile legalne przeszczepy są trwałe jako pojęcie w teorii prawa, choć bezdyskusyjne jest, że są one powszechną praktyką. Stopień, w jakim nowe przepisy są inspirowane zagranicznymi, może być odmienny w różnych państwach.

## Krytyka teorii transplantów prawnych
Różnice między importowanymi regulacjami prawnymi a ich pierwotnymi wersjami dostrzeżone przez badaczy były podstawą do krytyki tej „teorii”. Obóz przeciwników transplantacji prawnych, potocznie zwanych „kulturalistami”, wskazywał przede wszystkim na trudności i niebezpieczeństwa nieostrożnych transplantacji i na to że importowane prawa nie są dostosowane do określonego lokalnego kontekstu. Jednym z najsilniejszych przeciwników legalnych transplantów w ostatnich czasach jest Pierre Legrand, który przez wiele lat polemizował z A. Watsonem, stojąc na stanowisku niemożliwości transplantacji dokonywanych na gruncie prawnym. Według P. Legranda żadna forma słowa, będąca regułą nie może być całkowicie pozbawiona semantycznej treści, bo jego znaczenie nie jest nigdy samowyjaśniające. Rozumienie reguł nie może być akontekstualne. Ich znaczenie jest założeniem epistemologicznej asumpcji interpretatora, która jest względem siebie historycznie i kulturalnie uwarunkowana. Stąd też reguły prawa wyrażone w jednym państwie za pomocą pewnych słów, wyrażeń nie stanowią tych samych reguł w innym państwie. Wykładnia przeprowadzona w państwie przyjmującym nową regulację, posłuży się dyrektywami interpretacyjnymi konstruowanymi i rekonstruowanymi przez teorie prawne funkcjonujące w danym społeczeństwie. Według P.Legranda przenoszenie koncepcji lub reguł z między-subiektywnego świata jednej społeczności do drugiej nie jest transplantacją, lecz tłumaczeniem.

## Rodzaje dobrowolnych transplantów
Według A. Watson dobrowolne transplanty mają miejsce, gdy ludzie:
1. przenoszą się na inne terytorium, gdzie nie istnieje porównywalna cywilizacja prawna i wdrążają swój porządek prawny;
2. przenoszą się na nowe terytorium, gdzie zastają podobną cywilizację, ale nadal pozostają przy prawach rodzimych;
3. dobrowolnie przyjmują dużą część systemu prawnego innego społeczeństwa.

## Typologia
Do tej pory naukowe osiągnięcia zidentyfikowały przeszczepy w praktycznie każdej dziedzinie prawa – przykład prawa autorskiego czy alternatywnych sposobów rozstrzygania sporów. Przyczyny przeszczepów były wyjaśnianie przez pryzmat hegemonii USA czy lobby rodzinnego. Aktualna debata dotycząca transplantacji prawa poszerzyła się o nowe wizje rozwoju tego zagadnienia, wzbogacając tym samym argumenty przedstawiane przez dwa obozy: zwolenników i przeciwników transplantacji. Wieloaspektowa analiza oraz głębsze badania tej dziedziny nauki stały się możliwe dzięki typologii stworzonej przez Jonathana M. Millera. Wyróżnia on cztery typy przeszczepów. Każda z czterech grup prawnych transplantacji jest uwarunkowana innym zbiorem czynników. Czynniki te z kolei wpływają na motywację dokonania przeszczepu. Zgodnie z typologią Millera najważniejszymi typami są:
1. cost-saving transplant (transplant oszczędzający koszty) – transplantacja polegająca na przyjęciu gotowego rozwiązania, oszczędzając tym samym koszty projektowania, badania rynku itp. Jeśli ktoś już spróbował czegoś, co dobrze funkcjonowało, ustawodawca albo sędzia może oszczędzić dużo czasu przez proste przyjęcie podejścia kraju, od którego nastąpi transplantacja. Czasami taki proces wymaga scalenia różnych rozwiązań, a wynik może okazać się inny niż w państwie projektodawcy. Z drugiej strony kraj, od którego następuje transplantacja prawnych rozwiązań, może poświęcić za mało czasu, aby zakotwiczyć przeszczepioną normę w miejscowej rzeczywistości, bądź też kraj ten nie będzie posiadał technicznej kompetencji.
2. externally-dictated transplant (zewnętrznie narzucony transplant) – jest stosowany w szczególności w krajach rozwijający się. Warunkiem prowadzenia interesów z państwem słabszym gospodarczo może się stać obowiązek przyjęcia rozwiązania wystosowanego przez państwo lub jednostkę silniejszą. Akceptacja nowego porządku może być motywowana zadowoleniem zagranicznego potentata, korzyściami wynikającymi z obustronnej współpracy czy w końcu oceną miary politycznej niezależności.
3. entrepreneurial transplant (transplant świadczący o przedsiębiorczości) – w tym typie wykorzystywane są znajomości i międzynarodowe powiązania osób bądź grup. Czynnikiem motywującym dla prawnego transplantu jest obecność w przyjmującym kraju osób zainteresowanych inwestowaniem w transplantowaną prawną strukturę, chociażby poprzez uzyskanie politycznych albo gospodarczych korzyści swojej inwestycji.
4. legitimacy-generating transplant (transplant generujący legalność) – oparty jest na prestiżu transplantowanej instytucji prawnej bądź systemu praw. A. Watson był początkowo jedynym autorem, który wyjaśniał, dlaczego prestiż zagranicznego modelu oddziałuje motywująco na wybór ustawodawcy. Daje do zrozumienia, że ustawodawcy czy sędziowie mają problemy z wdrążeniem nowego podejścia, które byłoby akceptowane przez innych. To właśnie prestiż zagranicznego modelu zapewnia potrzebny autorytet prawny – urzędnicy państwowi narzekający na brak autorytetu ze względu na brak źródła władzy, mogą chcieć przyjąć zagraniczny model – najbardziej prestiżowy, który będzie gwarantem legalności. Przypadek motywacji przy tak rozumianym typie transplantacji jest charakterystyczny dla państw wychodzących z długiego okresu despotycznych rządów[8].

## Przykłady
Współcześnie przykładem transplantów o fundamentalnym znaczeniu dla A. Watsona jest budowa tureckiego systemu prawnego nazwana przez turecką profesor E. Őrűcű z Uniwersytetu w Glasgow „rywalizacją prawnych systemów”. Teoria ta była podstawą kształtowania praw w latach 1924–1930 wybieranych spośród wielu europejskich systemów bądź to w oparciu o prestiż regulacji, bądź o efektywność czy też o zwykły traf. Po selekcji tych praw zostały one przeszczepione (transplantowane), a następnie dostosowane do rozwiązania socjalnych i prawnych problemów w Turcji.
Innym przykładem jest nowy włoski kodeks procedury karnej, który wprowadza procedurę akuzatoryjną taką jak w USA z wieloma pomysłami kompletnie nieznanymi kulturze civil law.

## Skutek transplantu
Skutek transplantu ma prognozować efektywność instytucji prawnych w nowych warunkach. Żeby spełnić przyjęte założenia, „popyt na prawo musi istnieć w ten sposób, że law in books musi być w użyciu, a prawni pośrednicy zaangażowani w stosunku do tego popytu, są jednocześnie odpowiedzialni za jego rozwijanie. Jeżeli kraj transplantu dostosował prawo do miejscowych warunków albo miał społeczeństwo zaznajomione już z podstawowymi zasadami przeszczepionego prawa, wtedy możemy oczekiwać, że prawo będzie w użyciu (law in action)”. W związku z tym silny publiczny popyt na prawo dostarczyłby zasobów do zmiany prawa. Gdy w państwie powyższe warunki są spełnione, analitycy wskazują, że nowy porządek prawny będzie działał tak skutecznie jak w kraju źródła – bo „efekt przeszczepu jest ważniejszym prorokiem legalności niż zaopatrzenie od danej kultury prawnej”.